# Mateo Lisica
Mateo Lisica (Pula, 9. srpnja 2003.) hrvatski je nogometaš koji igra na poziciji desnog krila. Trenutačno igra za Dinamo Zagreb.

## Klupska karijera

### Istra 1961
Nogometnu karijeru započeo je u pulskom Štinjanu. Kao osmogodišnjak 2012. pridružio se Istri 1961. Za Istru 1961 debitirao je kao šesnaestogodišnjak 30. lipnja 2020. u utakmici 1. HNL protiv Slaven Belupa koji je pobijedio s 3:0. Svoj prvi klupski pogodak postigao je 2. listopada 2021. kada je Istra 1961 izgubila 3:6 od Rijeke u ligi.

### Dinamo Zagreb
Lisica je prešao u Dinamo Zagreb 10. lipnja 2025. Za Dinamo Zagreb debitirao je i pritom asistirao 2. kolovoza u utakmici prvog kola HNL 2025./26. u kojoj je Osijek poražen 0:2.

## Reprezentativna karijera
Nastupao je za selekcije Hrvatske do 16, 18, 19 i 21 godine.

## Priznanja

### Individualna
- Momčad sezone HNL-a: 2024./25.[10]

## Vanjske poveznice
- Profil, Hrvatski nogometni savez
- Profil, Transfermarkt